# Rainer Gossmann
Rainer Gossmann (* 17. Januar 1942 in Wiesbaden; † 28. April 2025) war ein deutscher Eishockeytorwart und -funktionär.

## Werdegang
Gossmann war von 1962 bis 1970 als Torwart bei der Düsseldorfer EG aktiv. In der Saison 1966/67 wurde er mit der DEG deutscher Meister. Außerdem bestritt er zwei Länderspiele für die deutsche Eishockeynationalmannschaft.
Nach seiner aktiven Karriere führte Gossmann eine von seinem Schwiegervater gegründete Gebäudereinigungsfirma. Außerdem war er Präsident und Schatzmeister der Düsseldorfer EG. Während seiner Amtszeit wurde die DEG mehrmals deutscher Meister. 1995 wurde Gossmann als Nachfolger von Ulf Jäkel zum Präsidenten des Deutschen Eishockey-Bunds (DEB) gewählt. Er war Chef des Organisationskomitees der Eishockey-Weltmeisterschaft 2001 in Deutschland. 2002 wurde er wegen Steuerhinterziehung in 38 Fällen vom Landgericht Bochum zu zwei Jahren Freiheitsstrafe auf Bewährung und einer Geldbuße in Höhe von 1,25 Millionen Euro verurteilt. Im Zuge dessen verlor er sein Amt als DEB-Präsident; ihm folgte Hans-Ulrich Esken nach.
Gossmanns Sohn Carsten Gossmann (1974–2024) war ebenfalls Eishockeytorwart.